# 31-й дивізіон суден забезпечення (Україна)
31-й дивізіон суден забезпечення (31 ДнСЗ, в/ч А1728) — постійне військове формування суден забезпечення Військово-Морських Сил України з місцем базування на ВМБ «Південь» м. Одеса. До 2018 року частина 8-го дивізіону охорони та забезпечення Південної військово-морської бази (8 ДнОтЗ Південної ВМБ). 

## Історія
Після окупації Кримського півострова, весною 2014 року звідти були виведенні залишки 8-го дивізіону суден забезпечення (в/ч А4288, смт Новоозерне, Донузлав) Південної ВМБ (в/ч А2506) та 18-го дивізіону суден забезпечення (в/ч А4424, м. Севастополь, бухта Стрілецька) Севастопольської ВМБ (в/ч А4408). Новими місцями їх розташування стали порт міста Миколаїв, куди була переміщенна Південна військово-морська база і пункт базування ВМС України Очаків (Миколаївська область).  
Протягом 2018-2019 років особовий склад цих частин а також судна і катери стали основою переформованих, двох нових частин — 8-й дивізіон кораблів охорони рейду (Україна) (в/ч А1228), з місцем базування на ВМБ «Намив» м. Очаків Миколаївської області та 31-й дивізіон суден забезпечення (в/ч А1728) з місцем базування на ВМБ «Південь» м. Одеса. 

## Структура
Склад дивізіону на кінець 2021 року:
- Кілекторне судно проекту 419 «Шостка» (б/н А852, в/ч А1728Г)
- Рейдовий буксир проекту 498 «Яни Капу» (б/н А947, в/ч А1728Д)

- Пасажирський катер проекту 1430 «Чорноморськ» (б/н А783, в/ч А1728З)

- Навчальний катер проекту УК-3 «Чигирин» (А540, в/ч А1728М)
- Навчальний катер проекту УК-3 «Сміла» (А541, в/ч А1728Н)
- Навчальний катер проекту УК-3 «Нова Каховка» (А542, в/ч А1728О)
- Катер зв’язку проекту 387 «Коростень» (А853, в/ч А1728А)
- Катер зв’язку проекту Н45 «Бойкий» (в/ч А1728П)[1]

## Командування
- капітан ? рангу Марков Дмитро Володимирович (2016 — 2017)
- капітан 3 рангу Лісовий Володимир Володимирович (2018)[2]